# FIFA 07
FIFA 07 — спортивна відеогра із серії ігор Electronic Arts. Також відома як FIFA Football 2007 та FIFA Soccer 07. Це видання серії FIFA, симулятора футболу. Гра розроблена EA Canada та видана Electronic Arts під ім'ям EA Sports. Це — остання гра в серії EA Sports, яка вийшла на GameCube, Xbox та Game Boy Advance, і перша, що вийшла на Xbox 360. Графіка та фізика рушія нового покоління, використовувана у версії для консолі Xbox 360, була ексклюзивом для неї протягом року.

## Особливості гри
- Уперше гра цієї серії повністю перекладена російською мовою. Віртуальні матчі коментують Василь Уткін та Василь Соловйов.
- У FIFA 07 знаходяться 27 національних ліг з 20 різних країн світу. У гру перенесені понад 510 футбольних команд.
- Стиль гри і «фірмові» фінти скопійовані зі знаменитих гравців.
- Стадіон реагує на стиль та результативність гри команди.
- Інтерактивні ліги EA SPORTS.
- Гра одержала логічніший та точніший механізм передачі пасів і позиціонування гравців на полі. Суперники активно тиснуть один одного та зіштовхуються в стрибках. М'яч має реалістичнішу фізичну модель.
- Новий штучний інтелект (AI) воротаря.
- Розширений режим менеджера клубу.
- Гра в команді до 8 чоловік в режимі FIFA 07 LOUNGE.
- Нова система зрівнювання умов гри.

### Ліги
- Австрійська бундесліга
- Ліга Бельгії
- Ліга Бразилії
- K-Ліга (Південна Корея)
- Ліга Данії
- Ліга Франції 1
- Ліга Франції 2
- Німецька Бундесліга 1
- Німецька бундесліга 2
- Прем'єр-ліга Англії
- Чемпіонат Футбольної ліги
- Перша футбольна ліга
- Друга футбольна ліга
- Італійська Серія А
- Італійська Серія В
- Прем'єр-ліга Мексики
- Ліга Норвегії
- Ліга Нідерландів
- Ліга Польщі
- Прем'єр-ліга Португалії
- Прем'єр-ліга Шотландії
- Прімера Дивізіон Іспанії
- Друга ліга Іспанії
- Головна ліга футболу (США, Канада)
- Ліга Швеції
- Супер-ліга Швейцарії
- Супер-ліга Туреччини

### Решта світу
- Бока Хуніорс
- Рівер Плейт
- Атлетіко Мінейру
- Баїя
- АЕК
- ПАОК
- Олімпіакос
- Панатінаїкос
- Лозанна
- Луґано
- Ла-Шо-де-Фон
- Орландо Пайретс
- Кайзер Чіфс
- Спарта (Прага)

## Цікаві факти
Гравці, зображені на обкладинці гри відрізняються залежно від країни. 
- США,  Канада,  Мексика, ( Росія):

( Роналдіньо) 
( Барселона),  Лендон Донован ( Лос-Анджелес Гелаксі),  Франсіско Фонсека ( УАНЛ Тигрес);
- Німеччина: Лукас Подольскі (Баварія);
- Корея: Кім Нам Іль (Сувон Самсунґ Блюінґз);
- Італія:  Кака (Мілан);
- Швейцарія: Транквілла Барнетта ( Байєр-04);
- Велика Британія,  Австралія,  Бельгія,  Нідерланди,  Люксембург:  Уейн Руні ( Манчестер Юнайтед);
- Іспанія: Давид Вілья (Валенсія);
- Франція:  Жуніньо Пернамбукано (Олімпік Ліон)